# Naughty Girl (canção de Holly Valance)
"Naughty Girl" é uma canção da cantora australiana Holly Valance. A canção foi lançada em 9 de dezembro de 2002 e serviu como o terceiro e último single de seu primeiro álbum, Footprints (2002).

## Videoclipe
O videoclipe mostra Holly num dia chuvoso em Nova Iorque. Ela aparece em uma janela olhando a chuva e em seqüência dançando num telão. Ela também aparece em um pôster e também com roupas da Bad Girl. Em algumas partes, ela é mostrada saindo da água.

## Tracklist
- INGLATERRA/IRLANDA/FRANÇA/ISRAEL/ITÁLIA/ALEMANHA CD

1. Naughty Girl (Ash Howes Mix)
2. Naughty Girl (Hex Hector Dance Mix)
3. Naughty Girl (Thunderpuss Dub Mix)
4. Naughty Girl (Jonathan Peters Mix)
5. Naughty Girl (Paul Oakenfold Track Remix)

- CD EUROPEU 2

1. Naughty Girl (Ash Howes Mix)
2. Naughty Girl (Track Maters Key Mix)
3. Naughty Girl (Dave Way Night Mix)
4. Naughty Girl (Orchestral Version)
5. Naughty Girl (Instrumental)

- CANADA/EUA/MÉXICO/PARAGUAI/COLÔMBIA/BRASIL/ARGENTINA CD

1. Naughty Girl (Ash Howes Mix)
2. Naughty Girl (Rock Version)
3. Naughty Girl (Hip-Hop Mix)
4. Naughty Girl (Electro Mix)
5. Naughty Girl (Instrumental W/ vocals)

- CD DA AMERICA DO NORTE 2

1. Naughty Girl (Ash Howes Mix)
2. Naughty Girl (R&B Mix Featuring:Nas)
3. Naughty Girl (Almighty Edit)
4. Naughty Girl (Pharmacy Radio Version)
5. Naughty Girl (Terminal Head Remix)

- CD DA AMAERICA DO SUL 2

1. Naughty Girl (Ash Howes Mix)
2. Naughty Girl (Ernie Lake vocal mix)
3. Naughty Girl (Bare Brush vibe mix)
4. Naughty Girl (K-Klass full length mix)
5. Naughty Girl (Chartbladd Mix)

- CD ÁFRICANO

1. Naughty Girl (Radio Edit)
2. Naughty Girl (Twin Club Mix)
3. Naughty Girl (Morales R-Mix)
4. Naughty Girl (Baby Girls Remixed)
5. Naughty Girl (Oriental Radio Mix)

- CD AUSTRÁLIA/NOVA ZÊLANDIA

1. Naughty Girl (Aprhodite Version)
2. Naughty Girl (Rock Version)*
3. Naughty Girl (Almighty Edit)
4. Naughty Girl (Hip-Hop Version)
5. Naughty Girl (Pop Version/Ash Howes Mix Version ALternative)

- 3"INCH CD

1. Naughty Girl (Rock Version)
2. Naughty Girl (Instrumental)

## Posições
- #1 - Austrália
- #1 - Áustria
- #1 - Argentina
- #1 - Bélgica
- #1 - Canadá
- #1 - China
- #1 - Chile
- #1 - Colômbia
- #1 - República Tcheca
- #1 - Dinamarca
- #1 - Países Baixos
- #1 - Finlândia
- #1 - França
- #1 - Alemanha
- #1 - Hungria
- #1 - Indonésia
- #1 - Irlanda
- #1 - Israel
- #1 - Japão
- #1 - Letónia
- #1 - Médio Oriente
- #1 - México
- #1 - Nova Zelândia
- #1 - Noruega
- #1 - Peru
- #1 - Filipinas
- #1 - Polônia
- #1 - Portugal
- #1 - Espanha
- #1 - Condado de Switzerland
- #1 - Suécia
- #1 - Turquia
- #1 - Reino Unido
- #1 - Estados Unidos
- #1 - (Itália)
- #1 - Porto-Rico
- #1 - Coréia Do Sul

## Charts, peaks and certifications

### Chart positions
| Chart (2002)                    | Peak position |
| ------------------------------- | ------------- |
| Australian ARIA Singles Chart   | 1             |
| Austrian Singles Chart          | 2             |
| Belgian Ultratop 50 (Flandes)   | 1             |
| Belgian Ultratop 40 (Wallonia)  | 1             |
| Danish Singles Chart            | 1             |
| Dutch Mega Single Top 100       | 1             |
| Dutch Top 40                    | 1             |
| Euro Hot 100                    | 1             |
| Finnish Singles Chart           | 1             |
| French Singles Chart            | 1             |
| German Singles Chart            | 1             |
| Irish Singles Chart             | 1             |
| Italian Singles Chart           | 3             |
| Latvian Airplay Top             | 1             |
| New Zealand RIANZ Singles Chart | 1             |
| Norwegian Singles Chart         | 1             |
| Spanish Los 40 Principales      | 1             |
| Spanish Maxi-Singles Chart      | 1             |
| Swedish Singles Chart           | 1             |
| Swiss Singles Chart             | 1             |
| UK Singles Chart                | 1             |
| United World Chart              | 2             |

| Chart (2003)                                | Peak position |
| ------------------------------------------- | ------------- |
| Canadian Singles Chart                      | 1             |
| U.S. ARC Weekly Top 40                      | 1             |
| U.S. Billboard Adult Top 40                 | 27            |
| U.S. Billboard Hot 100                      | 1             |
| U.S. Billboard Hot 100 Recurrent Airplay    | 6             |
| U.S. Billboard Hot Dance Club Play          | 20            |
| U.S. Billboard Hot Dance Maxi-Singles Sales | 9             |
| U.S. Billboard Hot Singles Recurrents       | 3             |
| U.S. Billboard Latin Pop Airplay            | 9             |
| U.S. Billboard Rhythmic Top 40              | 1             |
| U.S. Billboard Top 40 Mainstream            | 4             |

| Country        | Provider      | Certification | Sales/shipments |
| -------------- | ------------- | ------------- | --------------- |
| France         | SNEP          | Diamond       | 732,000+        |
| Germany        | Media Control | Gold          | 150,000+        |
| Netherlands    | NVPI          | Gold          | 40,000+         |
| Norway         | VG            | Platinum      | 10,000+         |
| Sweden         | GLF           | Gold          | 10,000+         |
| Switzerland    | IFPI          | Gold          | 6,000+          |
| United Kingdom | BPI           | Platinum      | 1,200,000+      |
| United States  | RIAA          | Platinum      | 1,000,000+      |

## Greatest Hits Chart
| Chart (2008)                        | Peak position |
| ----------------------------------- | ------------- |
| Australian ARIA Singles Chart       | 7             |
| Belgian Ultratop 50                 | 23            |
| Canadian Hot 100                    | 2             |
| Danish Tracklist Top 40             | 24            |
| Dutch Top 40                        | 17            |
| Europe Billboard Euro Digital Songs | 4             |
| European Hot 100                    | 4             |
| Finland Singles Top 20              | 2             |
| Irish Singles Chart                 | 4             |
| Israeli Singles Chart               | 5             |
| Italian Singles Chart               | 19            |
| New Zealand RIANZ Top 40            | 1             |
| Norway Singles Top 20               | 3             |
| Russian Airplay Chart               | 41            |
| Swedish Singles Chart               | 4             |
| Swiss Singles Chart                 | 8             |
| Turkey Top 20 Chart                 | 1             |
| UK Singles Chart                    | 3             |
| U.S. Billboard Hot 100              | 1             |
| U.S. Billboard Pop 100              | 1             |
| U.S. Billboard Hot Dance Club Play  | 1             |
| U.S. Billboard Hot Dance Airplay    | 1             |

1. ↑  «Spice Girls - Wannabe (Song)». Australiancharts.com. 3 de novembro de 1996. Consultado em 13 de outubro de 2007
2. ↑  «Spice Girls - Wannabe (Song)» (em alemão). Ö3 Austria Top 40. 13 de outubro de 1996. Consultado em 13 de outubro de 2007
3. ↑  «Spice Girls - Wannabe (Nummer)» (em neerlandês). Ultratop. 21 de setembro de 1996. Consultado em 10 de fevereiro de 2008
4. ↑  «Spice Girls - Wannabe (Chanson)» (em francês). Ultratop. 5 de outubro de 1996. Consultado em 10 de fevereiro de 2008
5. ↑  Danish Top 20 Singles Chart. Ukmix.org . Retrieved October 13 2007.
6. ↑  «Spice Girls - Wannabe (Nummer)» (em neerlandês). GfK. 14 de setembro de 1996. Consultado em 13 de outubro de 2007
7. ↑  «De Nederlandse Top 40» (em neerlandês). Radio538.nl. 7 de setembro de 1996. Consultado em 27 de outubro de 2007
8. ↑  «The Eurochart Hot 100 Singles - Week 37». Thunder.prohosting.com. 14 de setembro de 1996. Consultado em 27 de outubro de 2007. Arquivado do original em 13 de maio de 2008
9. ↑  «Spice Girls - Wannabe (Song)». week 36 - 1996. Finnishcharts.com. Consultado em 13 de outubro de 2007
10. ↑  «Spice Girls - Wannabe (Chanson)» (em francês). Lescharts.com. 28 de setembro de 1996. Consultado em 13 de outubro de 2007
11. ↑  «Chartverfolgung: Spice Girls - Wannabe» (em alemão). Media Control Charts. 16 de setembro de 1996. Consultado em 13 de outubro de 2007. Arquivado do original em 8 de dezembro de 2008
12. ↑  «The Irish Charts - All there is to know». IRMA. 9 de agosto de 1996. Consultado em 13 de outubro de 2007
13. ↑  «Indice per Interprete: S» (em italiano). Hitparadeitalia.it. 19 de outubro de 1996. Consultado em 13 de outubro de 2007
14. ↑  «Latvian Airplay Top 20 - #124». Latvian Airplay Top. 9 de setembro de 1996. Consultado em 13 de outubro de 2007
15. ↑  «Spice Girls - Wannabe (Song)». Charts.org.nz. 10 de novembro de 1996. Consultado em 13 de outubro de 2007
16. ↑  «Spice Girls - Wannabe (Song)». week 35 - 1996. Norwegiancharts.com. Consultado em 13 de outubro de 2007
17. ↑  «Artistas - Spice Girls» (em espanhol). Los 40 Principales. 30 de novembro de 1996. Consultado em 13 de outubro de 2007
18. ↑  «Spice Girls - Wannabe (Song)». Swedishcharts.com. 30 de agosto de 1996. Consultado em 13 de outubro de 2007
19. ↑  «Spice Girls - Wannabe (Song)» (em alemão). Hitparade.ch. 15 de setembro de 1996. Consultado em 13 de outubro de 2007
20. ↑  «All The No.1 Singles  Spice Girls - Wannabe». OCC. 27 de julho de 1996. Consultado em 18 de setembro de 2007
21. ↑  «United World Chart 1996 - week 40». week 40 - 1996. Media Traffic. Consultado em 17 de novembro de 2007
22. ↑  «CANOE - JAM! Entertainment and Showbiz». Jam! Canoe. Consultado em 13 de outubro de 2007
23. ↑  «Rock On The Net The ARC Weekly Top 40 Archives: April 5, 1997». ARC Weekly Top 40. 5 de abril de 1997. Consultado em 13 de outubro de 2007
24. ↑  «Hot Adult Top 40 Tracks: Wannabe - Spice Girls». Billboard. 15 de março de 1997. Consultado em 13 de outubro de 2007
25. ↑  «The Billboard Hot 100: Wannabe - Spice Girls». Billboard. 8 de março de 1997. Consultado em 13 de outubro de 2007
26. ↑  «The Billboard Hot 100: Wannabe - Spice Girls». Billboard. 5 de julho de 1997. Consultado em 13 de outubro de 2007
27. ↑  «Hot Dance Club Play: Wannabe - Spice Girls». Billboard. 29 de março de 1997. Consultado em 13 de outubro de 2007
28. ↑  «Hot Dance Music/Maxi-Singles Sales: Wannabe - Spice Girls». Billboard. 8 de fevereiro de 1997. Consultado em 13 de outubro de 2007
29. ↑  «Hot Singles Recurrents: Wannabe - Spice Girls». Billboard. 5 de julho de 1997. Consultado em 13 de outubro de 2007
30. ↑  «Latin Pop Airplay: Wannabe - Spice Girls». Billboard. 8 de março de 1997. Consultado em 13 de outubro de 2007
31. ↑  «Rhythmic Top 40: Wannabe - Spice Girls». Billboard. 22 de fevereiro de 1997. Consultado em 13 de outubro de 2007
32. ↑  «Top 40 Mainstream: Wannabe - Spice Girls». Billboard. 15 de março de 1997. Consultado em 13 de outubro de 2007
33. ↑  «Les certifications Singles - Année 1997» (em francês). SNEP. 24 de junho de 1997. Consultado em 13 de outubro de 2007. Arquivado do original em 27 de setembro de 2007
34. ↑  «Bundesverband Musikindustrie Gold/Platin-Datenbank». IFPI Germany. Consultado em 13 de outubro de 2007. Arquivado do original em 13 de maio de 2008
35. ↑  «Goud/Platina - The Spice Girls - Wannabe» (em neerlandês). NVPI. Consultado em 13 de outubro de 2007. Arquivado do original em 11 de dezembro de 2008
36. ↑  «IFPI Norsk platebransje - Trofeer» (em norueguês). IFPI Norway. Consultado em 13 de outubro de 2007. Arquivado do original em 18 de janeiro de 2010
37. ↑  «Veckolista Singlar - Vecka 35, 1996 Spice Girls - Wannabe» (em sueco). Sverigetopplistan. 2 de outubro de 1996. Consultado em 13 de outubro de 2007
38. ↑  «The Official Swiss Charts and Music Community» (em alemão). IFPI Switzerland. Consultado em 13 de outubro de 2007
39. ↑  «Platinum Awards Content». BPI. 1 de agosto de 1996. Consultado em 13 de outubro de 2007
40. ↑  «RIAA - Gold and Platinum». RIAA. 5 de março de 1996. Consultado em 13 de outubro de 2007
41. ↑  ARIA Singles Chart
42. ↑  Belgian Ultratop 50
43. ↑  Canadian Hot 100: Disturbia
44. ↑  Euro Digital Songs
45. ↑  European Billboard Hot 100
46. ↑  Finland Singles Chart
47. ↑  Irish Singles Chart
48. ↑  «Israel Singles Chart». Consultado em 11 de setembro de 2008. Arquivado do original em 30 de março de 2008
49. ↑  Russian Airplay Chart Retrieved August 21 2008
50. ↑  Swedish Singles Chart
51. ↑  Swisscharts Rihanna "Disturbia"
52. ↑  Turkey Top 20 Chart Arquivado em 20 de abril de  2008, no Wayback Machine. Retrieved on 2008-09-02
53. ↑  UK Singles Chart
54. ↑  Billboard Hot 100
55. ↑  «Billboard Pop 100». Consultado em 11 de setembro de 2008. Arquivado do original em 23 de agosto de 2008
56. ↑  Billboard Hot Dance Club Play
57. ↑  Billboard Hot Dance Airplay